# クピードー
- クピードー
- クピド
- キューピッド
- キューピット

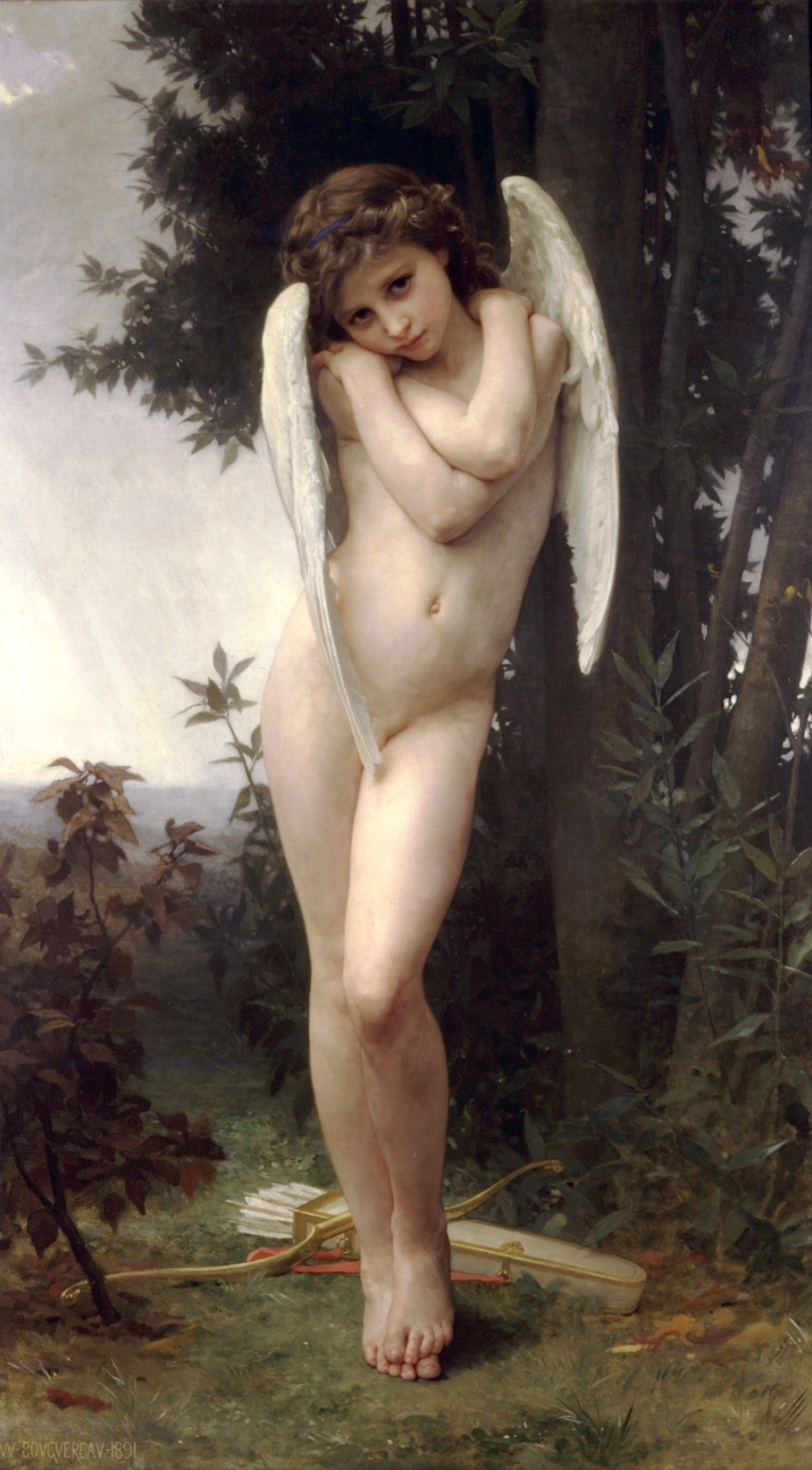
クピードー、ウィリアム・アドルフ・ブグロー、1875

クピードー(Cupido)は、ローマ神話の愛の神。
日本語では長母音を省略してクピドとも表記される。アモル(Amor)とも呼ばれる。日本では、英語読みのキューピッド（en:Cupid）で知られる。
ギリシア神話のエロースと同一視される。恋の矢（クピードーの矢）を撃つ気紛れな幼児として描かれることが多い。人々の恋愛成就の助けになることを「恋のキューピッド」ともいう。
サンドロ・ボッティチェッリの『春』の中で画面の上の方から目隠しをしながら三美神の中の「慎み」(castitas)を狙っているのがクピードーである。

## 語源
ラテン語で「情熱的な欲望」を表すクピードー(Cupīdō)は、ラテン語で「欲望」を表すcupiō、cupiere、またはイタリック祖語で「欲望」を表す *kupi、*kupei、さらに遡ると、インド・ヨーロッパ祖語 で「震える、欲望する」を表す、*kup(e)iに由来している。